# 폴리머 콘크리트
폴리머 콘크리트(Polymer Concrete)는 에폭시 화강암(Epoxy Granite)으로도 알려진 폴리머를 바인더로 사용하여 석회 유형의 시멘트를 대체하는 콘크리트 유형이다. 경우에 따라 폴리머는 폴리머 시멘트 콘크리트(PCC) 또는 폴리머 개질 콘크리트(PMC)를 형성하기 위해 포틀랜드 시멘트와 함께 사용된다. 콘크리트의 폴리머는 1971년부터 미국 콘크리트 연구소(American Concrete Institute)의 위원회 548에서 감독했다.

## 구성
폴리머 콘크리트에서는 열가소성 폴리머가 자주 사용되지만 열경화성 수지는 높은 열 안정성과 다양한 화학 물질에 대한 내성으로 인해 주요 폴리머 구성 요소로 사용된다. 폴리머 콘크리트는 또한 실리카, 석영, 화강암, 석회석 및 기타 고품질 재료를 포함하는 골재로 구성된다. 골재는 좋은 품질이어야 하고 먼지 및 기타 부스러기가 없고 건조해야 한다. 이러한 기준을 충족하지 못하면 폴리머 바인더와 골재 사이의 결합 강도가 감소할 수 있다.
일반적으로 에폭시 화강암으로 알려진 폴리머 콘크리트는 사용되는 폴리머가 전적으로 에폭시라는 점에서만 구성이 다르다.